# Episodi di Yo-kai Watch Shadowside
Questa è la lista degli episodi di Yo-kai Watch Shadowside, la quale è stata trasmessa originalmente in Giappone 13 aprile 2018 al 29 marzo 2019 per un totale di 49 episodi. In Italia è al momento inedita. La prima coppia di sigle, impiegata per gli episodi 1-26, è Toki o matou (時を待とう?) di Hard Birds (apertura) e Funky Boogie Buba (ファンキー・ブギブバー?, Fankī Bugi Bubā) di King Cream Soda (chiusura). I restanti brani, utilizzati per gli episodi 27-49, sono rispettivamente Susume shounen! Hyui Hyu (進め少年!ヒューイヒュー?) di Hard Birds (apertura) e Oyasumi sanka (お休み賛歌?) di King Cream Soda (chiusura).

## Lista episodi
| Nº | Giapponese 「Kanji」 - Rōmaji                                      | In onda           | In onda |
| Nº | Giapponese 「Kanji」 - Rōmaji                                      | Giapponese        |         |
| 1  | 「亡霊番長」 - Bōrei banchō                                        | 13 aprile 2018    |         |
| 2  | 「死者の乗る自転車」 - Shisha no noru jitensha                     | 13 aprile 2018    |         |
| 3  | 「略奪魔 レッドヘッド」 - Ryakudatsuma reddoheddo                  | 20 aprile 2018    |         |
| 4  | 「もったいない男」 - Mottanai-otoko                                | 27 aprile 2018    |         |
| 5  | 「恋する人体模型」 - Koisuru Jindaimokei                           | 4 maggio 2018     |         |
| 6  | 「わらうドッグマン」 - Warau Dogguman                              | 11 maggio 2018    |         |
| 7  | 「顔さけ女」 - Kaosake on'na                                       | 18 maggio 2018    |         |
| 8  | 「オーの反乱」 - Ō no hanran                                       | 25 maggio 2018    |         |
| 9  | 「人食いマグロと呼ばれて」 - Hito-gui maguro to yobarete           | 1º giugno 2018    |         |
| 10 | 「戦慄の切裂きジョーカー」 - Senritsu no kirisaki jōkā             | 8 giugno 2018     |         |
| 11 | 「オレさまはネコ妖怪である」 - Ore-sama wa neko yōkaidearu         | 15 giugno 2018    |         |
| 12 | 「捕らわれのトウマ」 - Toraware no Tōma                            | 22 giugno 2018    |         |
| 13 | 「祈り山の怪奇」 - Inori yama no kaiki                             | 29 giugno 2018    |         |
| 14 | 「不動明王邪と天」 - Fudōmyōō yokoshima to ten                     | 6 luglio 2018     |         |
| 15 | 「十万年にひとりの美少女」 - Jū man-nen ni hitori no bishōjo       | 13 luglio 2018    |         |
| 16 | 「危ない海水浴」 - Abunai Kaisuiyoku                               | 20 luglio 2018    |         |
| 17 | 「たたり狐とコックリさん」 - Tatari Kitsune to Kokkuri-san         | 27 luglio 2018    |         |
| 18 | 「顔どろぼう」 - Kao Dorobou                                       | 3 agosto 2018     |         |
| 19 | 「逆襲の蝉ファイナル」 - Gyakushū no Semi Fainaru                  | 10 agosto 2018    |         |
| 20 | 「幻の0番スクリーン」 - Maboroshi no Zero-ban Sukurīn              | 17 agosto 2018    |         |
| 21 | 「復活！剣武魔神朱雀」 - Fukkatsu! Kenbumajin Suzaku               | 24 agosto 2018    |         |
| 22 | 「トウマと鬼王のかけら」 - Tōma to Oniō no Kakera                  | 31 agosto 2018    |         |
| 23 | 「ドクターＣの闇カルテ」 - Dokutā C no yami karute                 | 7 settembre 2018  |         |
| 24 | 「夢見るハナぽんちょ」 - Yumemiru Hana Poncho                      | 14 settembre 2018 |         |
| 25 | 「さらば、ミッチー」 - Saraba Micchii                              | 21 settembre 2018 |         |
| 26 | 「悪魔の丸呑みトイレ」 - Akuma no marunomi toire                   | 28 settembre 2018 |         |
| 27 | 「さまよえるコマじろう」 - Samayoeru Komajirou                     | 5 ottobre 2018    |         |
| 28 | 「呪いのAIアシスタント」 - Noroi no AI Ashisutanto                 | 12 ottobre 2018   |         |
| 29 | 「悲劇のブラッディクローバー」 - Higeki no buraddikurōbā           | 19 ottobre 2018   |         |
| 30 | 「アヤメ散る」 - Ayame chiru                                       | 26 ottobre 2018   |         |
| 31 | 「決闘！朱雀 VS 玄武」 - Kettō! Suzaku VS Genbu                    | 2 novembre 2018   |         |
| 32 | 「命を喰らう女郎蜘蛛」 - Inochi o kurau jorōgumo                   | 9 novembre 2018   |         |
| 33 | 「慌てん坊のサタンクロース」 - Awatenbō no Satan Kurōsu            | 16 novembre 2018  |         |
| 34 | 「妖怪だけの妖怪探偵団」 - Yōkai dake no Yōkai Tantei-dan          | 30 novembre 2018  |         |
| 35 | 「すすり泣くバレエシューズ」 - Susurinaku Baree Shūzu              | 14 dicembre 2018  |         |
| 36 | 「シャドウサイドクリスマス」 - Shadousaido Kurisumasu              | 21 dicembre 2018  |         |
| 37 | 「姫はそこにいる」 - Hime wa son'nani aru                          | 28 dicembre 2018  |         |
| 38 | 「待ち人、来たる」 - Machibito, Kitaru                             | 11 gennaio 2019   |         |
| 39 | 「駄菓子屋のウマ男」 - Dagashi-ya no Uma-otoko                     | 18 gennaio 2019   |         |
| 40 | 「振り返れば暗黒騎士」 - Furikaereba Ankoku-kishi                  | 25 gennaio 2019   |         |
| 41 | 「魅惑のバニートラップ」 - Miwaku no Banī Torappu                  | 1º febbraio 2019  |         |
| 42 | 「怨みのバレンタイン」 - Urami no Barentain                        | 8 febbraio 2019   |         |
| 43 | 「洞潔、炎の決別」 - Dōketsu, Honō no Ketsubestu                   | 15 febbraio 2019  |         |
| 44 | 「エンマと失われた城」 - Enma to Ushinawareta Shiro                | 22 febbraio 2019  |         |
| 45 | 「白虎の試練!トウマVSハルヤ」 - Byakko no Shiren! Touma vs. Haruya | 1º marzo 2019     |         |
| 46 | 「闇に堕ちたカイラ」 - Yami ni Ochita Kaira                        | 8 marzo 2019      |         |
| 47 | 「背中合わせの絆」 - Senaka, Awase no Kizuna                       | 15 marzo 2019     |         |
| 48 | 「スピリットの真実」 - Supiritto no Shinjitsu                      | 22 marzo 2019     |         |
| 49 | 「神話 その果てに」 - Shinwa Sono Hate ni                          | 29 marzo 2019     |         |

## Home video

### Giappone
Gli episodi di Yo-kai Watch Shadowside sono stati pubblicati per il mercato home video nipponico in edizione DVD dal 26 settembre 2018 al 24 luglio 2019.
| N° | Data              | Episodi | Fonte |
| -- | ----------------- | ------- | ----- |
| 1  | 26 settembre 2018 | 1-4     | [ 2 ] |
| 2  | 24 ottobre 2018   | 5-8     | [ 2 ] |
| 3  | 28 novembre 2018  | 9-12    | [ 2 ] |
| 4  | 21 dicembre 2018  | 13-16   | [ 2 ] |
| 5  | 21 dicembre 2018  | 17-20   | [ 2 ] |
| 6  | 27 febbraio 2019  | 21-24   | [ 2 ] |
| 7  | 27 febbraio 2019  | 25-28   | [ 2 ] |
| 8  | 27 marzo 2019     | 29-32   | [ 2 ] |
| 9  | 27 marzo 2019     | 33-36   | [ 2 ] |
| 10 | 24 aprile 2019    | 37-40   | [ 2 ] |
| 11 | 24 maggio 2019    | 41-43   | [ 2 ] |
| 12 | 24 luglio 2019    | 44-46   | [ 2 ] |
| 13 | 24 luglio 2019    | 47-49   | [ 2 ] |